# ميركي (مقاطعة دهغلان)
ميركي (بالفارسية: میرکی) هي قرية تقع في قسم قوري تشاي الريفي (مقاطعة دهغلان) في إيران. يقدر عدد سكانها بـ 674 نسمة بحسب إحصاء 2016.